# Вільні шрифти ПТ
Ві́льні шрифти́ ПТ (шрифтова система «Пітер»; англ. PT — абревіатура від public type) — проєкт зі створення загальнонаціональних безкоштовних шрифтів із відкритою ліцензією, що підтримують усі мови малих народів Російської Федерації (див. список мов). Нині до складу сімейства входять 3 гарнітури:
- «ПТ Санс» (англ. PT Sans);
- «ПТ Серіф» (англ. PT Serif);
- «ПТ Моно» (англ. PT Mono).

Проєкт був частиною програми, присвяченої 300-річчю реформи російської абетки, проведеної Петром I від 1708 до 1710 року. «ПТ Санс» і « ПТ Серіф» створено за фінансової підтримки «Росдруку». Розробку «ПТ Моно» фінансувала компанія «Google» (точніше, проєкт «Google Fonts»).
«ПТ Санс», «ПТ Серіф» і «ПТ Моно» є шрифтами універсального призначення і доступні за двома ліцензіями:
- відкрита користувацька ліцензія [Архівовано 2 квітня 2017 у Wayback Machine.] компанії «Паратайп[ru]»[7];
- ліцензія «SIL Open Font License» версії 1.1.

Шрифти покликані не тільки обслуговувати друковані видання, мережеві інформаційні ресурси, офіційне й ділове листування, освіту і науку, а й сприяти розвитку національних писемностей і міжкультурного обміну.

## ПТ Санс
«ПТ Санс» (англ. PT Sans) — шрифт класу гротеск, у своїй стилістичній основі базується на рубаних шрифтах, поширених у російській типографіці другої половини XX століття, але має помітні риси сучасних гуманістичних гротесків.
Гарнітура «ПТ Санс» складається з восьми накреслень:
- «PT Sans Regular»;
- «PT Sans Italic»;
- «PT Sans Bold»;
- «PT Sans Bold Italic»;
- «PT Sans Narrow Regular»;
- «PT Sans Narrow Bold»;
- «PT Sans Caption Regular»;
- «PT Sans Caption Bold».

Чотири базових накреслення «PT Sans» класичних пропорцій нормальної і жирної насиченостей у прямому і курсивному виконанні складають звичну шрифтову сім'ю і призначені, перш за все, для оформлення різних документів, як у друкованому вигляді, так і на екрані: офіційного та ділового листування, нормативно-довідкової та технічної документації, періодичних видань загального призначення тощо.
Два спеціальних накреслення «PT Sans Caption» розширених пропорцій призначені для набору зменшеним кеглем, тобто для виносок, врізок і приміток до основного тексту. Крім того, вони будуть ефективно працювати на вебсайтах, особливо при оформленні списків, коли треба вивести багато коротких рядків. І, можливо, найголовніше застосування ці накреслення знайдуть у різних дорожніх покажчиках, табличках, інформаційних щитах та інших об'єктах комунікативного дизайну міського середовища. Завдяки розширеній площадці очка літери ці накреслення мають підвищену читаність при огляді з гострого кута, з великої відстані, в несприятливих умовах освітлення, в тумані, в написах з люмінесцентними і світловідбивними властивостями, за контражурного підсвічування тощо.
Два допоміжних вузьких «PT Sans Narrow» накреслення призначені, перш за все, для економного набору, тобто для тих випадків, коли потрібно вмістити багато тексту в обмежений обсяг друкованого аркуша. Відносно невисокий ступінь стиснення (близько 20 %), даючи помітну економію, проте, не дуже знижує читаність, і дає надію, що тексти на упаковці продуктів, із зазначенням складу, в анотаціях до лікарських препаратів і в спеціальних умовах договорів страхування, тобто в місцях традиційного використання вузьких накреслень, все-таки вдасться прочитати.

Шрифт «PT Sans» розробила Олександра Королькова за участю Ольги Умпелєвої під керівництвом Володимира Єфімова — співробітники студії «Паратайп» на замовлення та за фінансової участі «Росдруку». Першу версію опубліковано 27 грудня 2009 року.

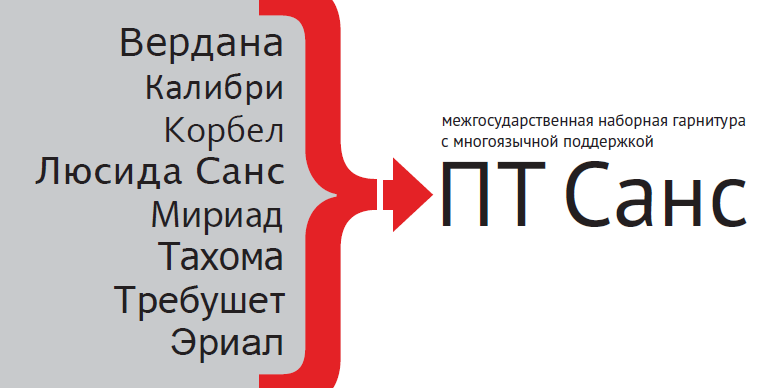
Презентація "ПТ Санс"
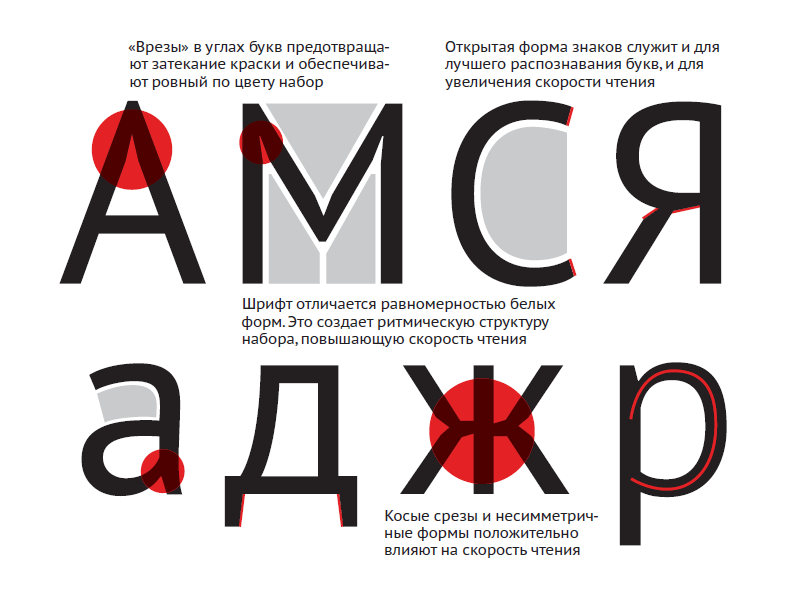
Особливості "ПТ Санс"

### ПТ Санс Про
«ПТ Санс Про» (англ. PT Sans Pro) — широко використовувана і комерційна розширена гарнітура широкого застосування, що складається з 32 накреслень: 12 (6 прямих + 6 курсивів) звичайних пропорцій; 6 вузьких, 6 стислих, 6 надстислих і 2 накреслення розширених пропорцій. Кожен шрифт містить близько 1400 символів, серед яких капітель для всіх алфавітів, кілька наборів звичайних і мінускульних цифр, індекси, дроби тощо. На відміну від безкоштовної версії, «ПТ Санс Про» випускається не у форматі TTF, а у форматі OTF, і, відповідно, не оптимізована для використання на екранах, а орієнтована на традиційну поліграфію і рекламний бізнес.

## ПТ Серіф

Різниця між кириличним (вгорі) і латинським (внизу) бревісом у шрифті «ПТ Серіф»

«ПТ Серіф» (англ. PT Serif) — другий шрифт проекту, універсальна антиквова гарнітура, розроблена спеціально для спільного застосування з гротеском «ПТ Санс», випущеним на рік раніше. Малюнок шрифту відрізняється великим очком малих, помірним контрастом штрихів, потужними клиноподібними, трохи опуклими зарубками і трикутними кінцевими елементами. Це надає шрифту сучасного характеру і поліпшеної читаності.
Гарнітура «ПТ Серіф» складається з шести накреслень:
- «PT Serif Regular»;
- «PT Serif Italic»;
- «PT Serif Bold»;
- «PT Serif Bold Italic»;
- «PT Serif Caption Regular»;
- «PT Serif Caption Italic».

Чотири базових накреслення «PT Serif», як і базові накреслення шрифту «PT Sans», можна застосовувати для оформлення документів, але крім цього вони підійдуть для набирання художньої літератури, ілюстрованих журналів, газет, текстів релігійного змісту та інших публікацій, де застосування рубаних шрифтів недоречне з культурних або естетичних міркувань.
До складу гарнітури також входять два накреслення «PT Serif Caption» розширених пропорцій для набору зменшеним кеглем, однак тут вони представлені прямим і курсивним накресленнями, що більшою мірою підходить для тих видань, де використовуються антиквові шрифти. Розробка дрібнокегельних накреслень зажадала істотних змін базового малюнка, що привело до появи нового дизайну з характеристиками брускового шрифту.

Шрифт «PT Serif» розроблений Олександрою Корольковою за участю Ольги Умпелєвої під керівництвом Володимира Єфімова-співробітниками студії "ПараТайп" на замовлення та фінансову участь «Росдруку». Перша версія опублікована 28 грудня 2010 року.

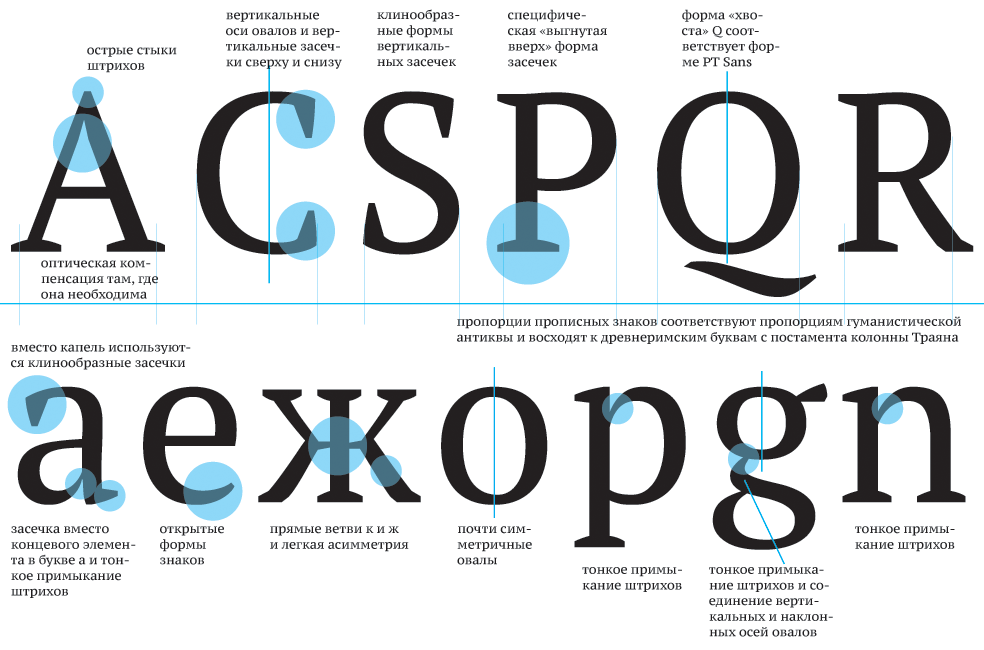
Особливості "ПТ Серіф"
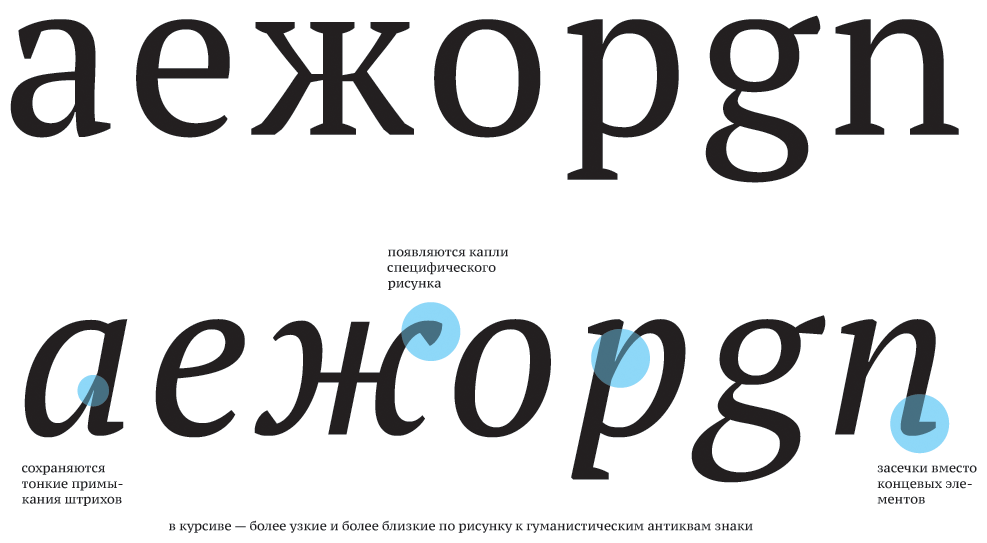
Курсивне накреслення
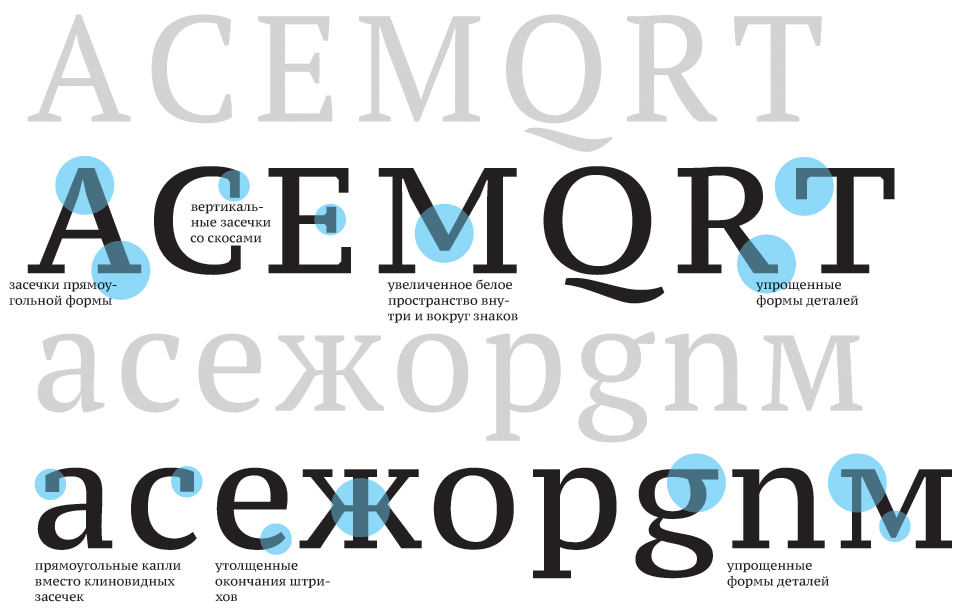
Шрифт для малого кегля
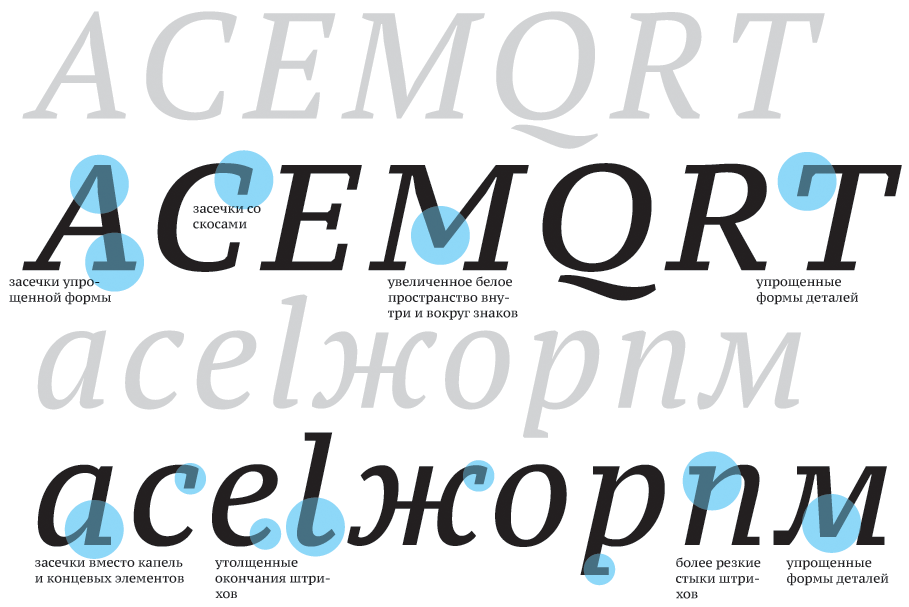
Курсив малого кегля
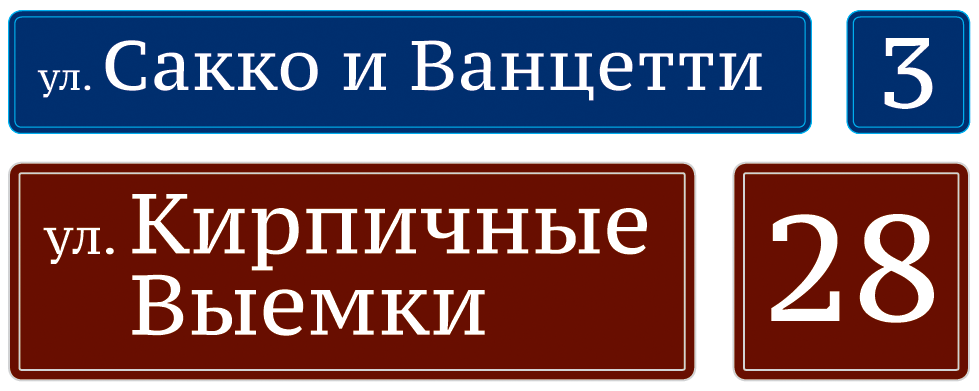
Приклад табличок з назвами вулиць

## ПТ Моно
«ПТ Моно» (англ. PT Mono) — третій шрифт, що входить до шрифтової системи ПТ, моноширинний. «ПТ Моно» призначений, перш за все, для службових потреб — формулярів, таблиць, анкет, бланків тощо. Моноширинність знаків шрифту істотно полегшує форматування складноструктурованих документів, дозволяє розрахувати розміри полів для заповнення і полегшує вирівнювання колонок таблиць. Одна з важливих сфер застосування шрифту «ПТ Моно» — вебсайти «електронного уряду», на яких потрібно заповнювати різні форми запитів.
Гарнітура «ПТ Моно» складається з двох накреслень:
- «PT Mono Regular»;
- «PT Mono Bold».

Шрифт «PT Mono» розробила Олександра Королькова за участі Ізабелли Чаєвої — співробітниці студії «Паратайп» за фінансової участі компанії «Google». Першу версію «PT Mono Regular» опубліковано 30 грудня 2011 року, а першу версію «PT Mono Bold» — 28 березня 2012 року.

## Знаковий склад шрифтів
Кожне з чотирнадцяти накреслень містить близько семисот знаків. Крім стандартного комплекту для роботи з мовами Західної та Східної Європи, а також комплекту стандартної кирилиці, шрифти включають знаки всіх алфавітів державних титульних мов Російської Федерації, що робить їх унікальним і важливим інструментом розвитку і збереження письмової культури народів, що населяють Росію.

Шрифти містять офіційний знак рубля (₽), розміщений у діапазоні U+20B9—U+20CF. Однак у стандарті Юнікод версії 6.0 код U+20B9 присвоєно символу індійської рупії (₹).

Сучасний офіційний знак рубля, гарнітура «ПТ Санс»
Він же, гарнітура «ПТ Серіф»

Знаки нестрогого порівняння («≤» і «≥») мають косу риску, відповідно до традицій російської типографії.
Через обмеженість фінансування до складу шрифтів не включено:
- грецький алфавіт;
- знаки для набору математичних формул;
- капітелі;
- мінускульні цифри;
- лігатури.

### Список підтримуваних мов
- абазинська;
- аварська;
- агульська;
- адигейська;
- азербайджанська;
- алтайська;
- башкирська;
- бурятська;
- вепська;
- даргінська;
- долганська;
- інгуська;
- ітельменська;
- кабардино-черкеська;
- Калмицька;
- карачаєво-балкарська;
- карельська;
- кільдинська[ru];
- комі-зирянська;
- комі-перм'яцька;
- коряцька;
- кумицька;
- лакська;
- лезгинська;
- ліввіківська[ru];
- людиківська[ru];
- мансійська;
- марійська (гірська);
- марійська (лугова);
- мокшанська;
- нанайська;
- нганасанська;
- ненецька;
- ногайська;
- осетинський;
- російська;
- рутульська;
- табасаранська;
- татарська;
- татська;
- тувинська;
- удмуртська;
- хакаська;
- хантийська;
- цахурська;
- чеченська;
- чуваська;
- чукотська;
- евенкійська;
- евенська;
- енецька;
- ерзянська;
- юкагирська;
- якутська.

### ПТ Експерт
«ПТ Санс Експерт» (англ. PT Sans Expert) та «ПТ Серіф Експерт» (англ. PT Serif Expert) — це розширені гарнітури широкого застосування. Як і вільні версії, випускається у форматі TTF і OTF. Не допускається вільне поширення, тільки безкоштовне використання. Розширено за складом знаків до повних латинських діапазонів, базового кириличного діапазону і частково грецького.

## PT Astra
У вересні 2016 року представлено шрифти PT Astra Sans і PT Astra Serif, метрично сумісні з Times New Roman. Розроблено спільно з розробником операційних систем «Astra Linux» АТ «НВО РусБІТех». У червні 2021 року на замовлення розробника Astra Linux випущено шрифт PT Astra Fact, метрично сумісний з Verdana.

## PT Root UI
Напередодні 2019 року Paratype на честь свого 20-річчя, а також 30-річчя своєї бібліотеки шрифтів, випустила 4 накреслення PT Root UI. PT Root UI — безплатний інтерфейсний уніширинний шрифт (шрифт, у якому ширина кожного знака не змінюється в різних накресленнях), призначений для використання в інтерфейсах, вебсайтах і електронних книгах, у навігаційних покажчиках та інших галузях. Включає кирилицю, латиницю, а також різні знаки, дроби та індекси; застосовуються функції OpenType.

## Нагороди
2011 року «ПТ Санс» і «ПТ Серіф» здобули бронзову нагороду в номінації «оригінальна гарнітура» європейського конкурсу «ED-Awards», присвяченого дизайну.

## Склад творчої робочої групи
Роботу над гарнітурами «ПТ Санс» і «ПТ Серіф» виконали в дизайн-студії компанії «Паратайп» зусиллями Олександри Королькової за участі Ольги Умпелєвої та під загальним керівництвом артдиректора Володимира Єфимова. Технічну підготовку шрифту, що включає адаптацію дизайну до екранного подання, виконали співробітники виробничого відділу. Консультативна допомога з лінгвістичних питань — Сергій Болотов.
Гарнітуру «ПТ Моно» створила Олександра Королькова за участі Ізабелли Чаєвої.